# Schusterkugel

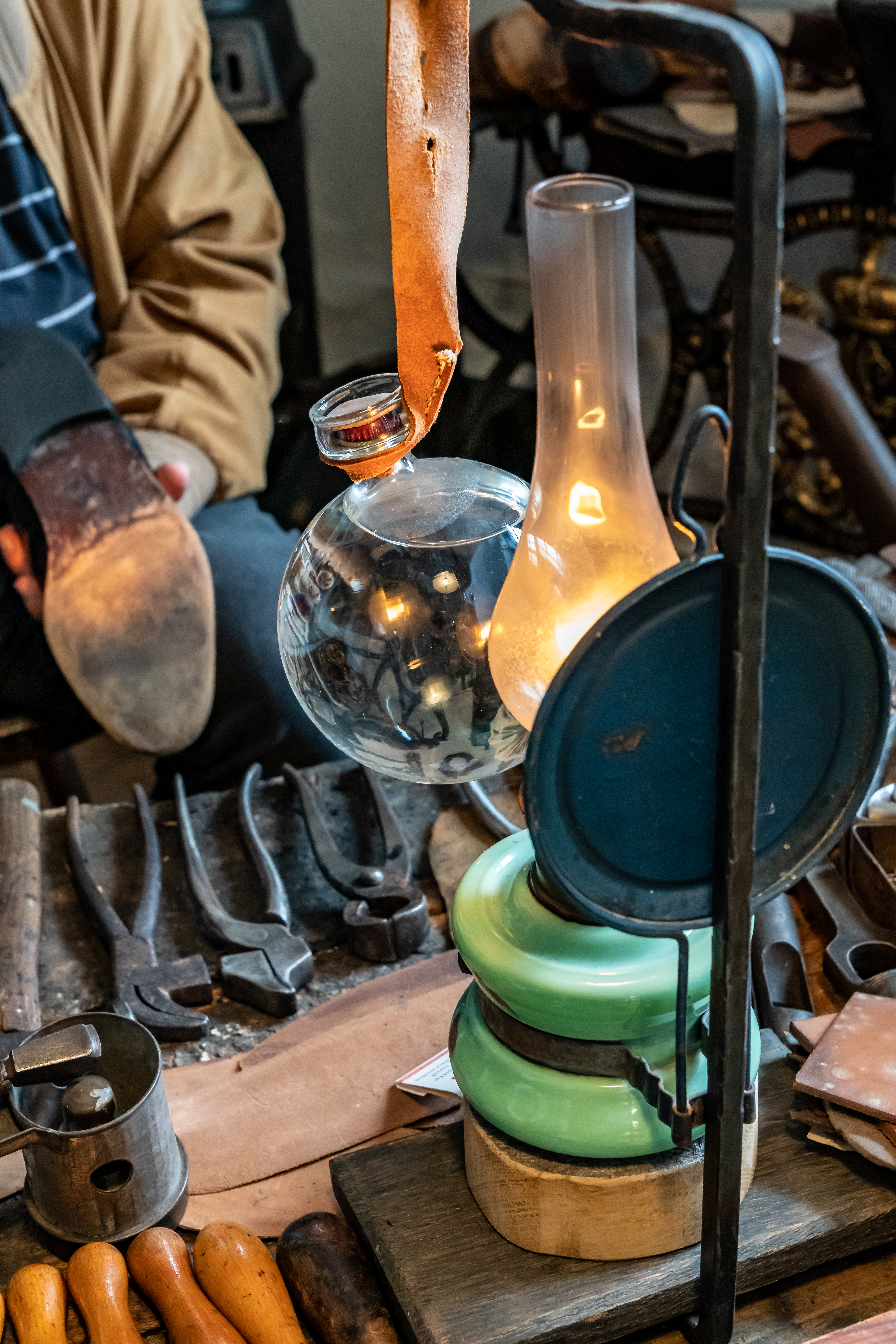
Schusterkugel aus dem Heimatmuseum Münster-Kinderhaus. Das Licht der Petroleumlampe wird auf den zu bearbeitenden Schuh konzentriert

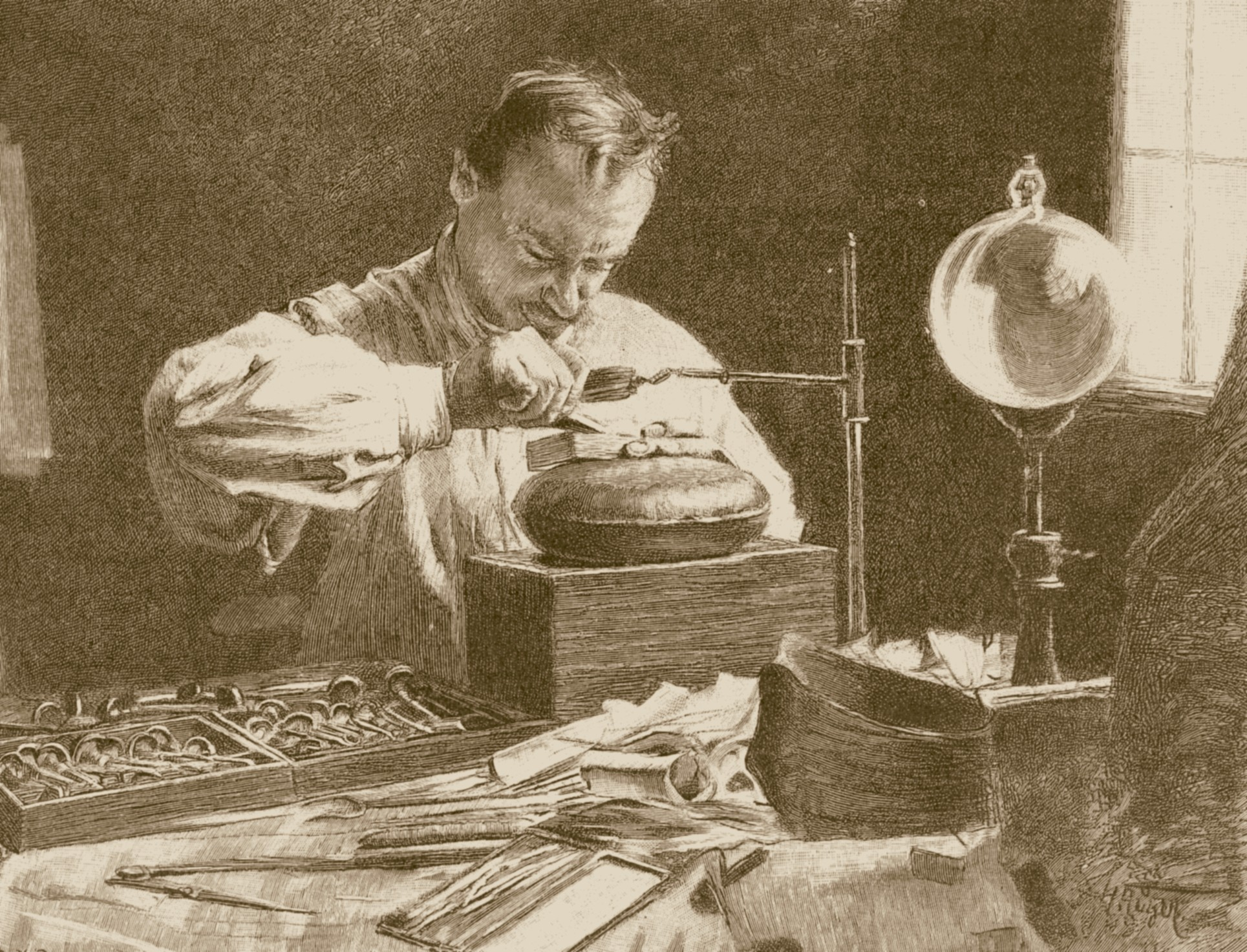
Schusterkugel in der Werkstatt eines Holzschneiders, nach einer Originalzeichnung von Hans Rüger

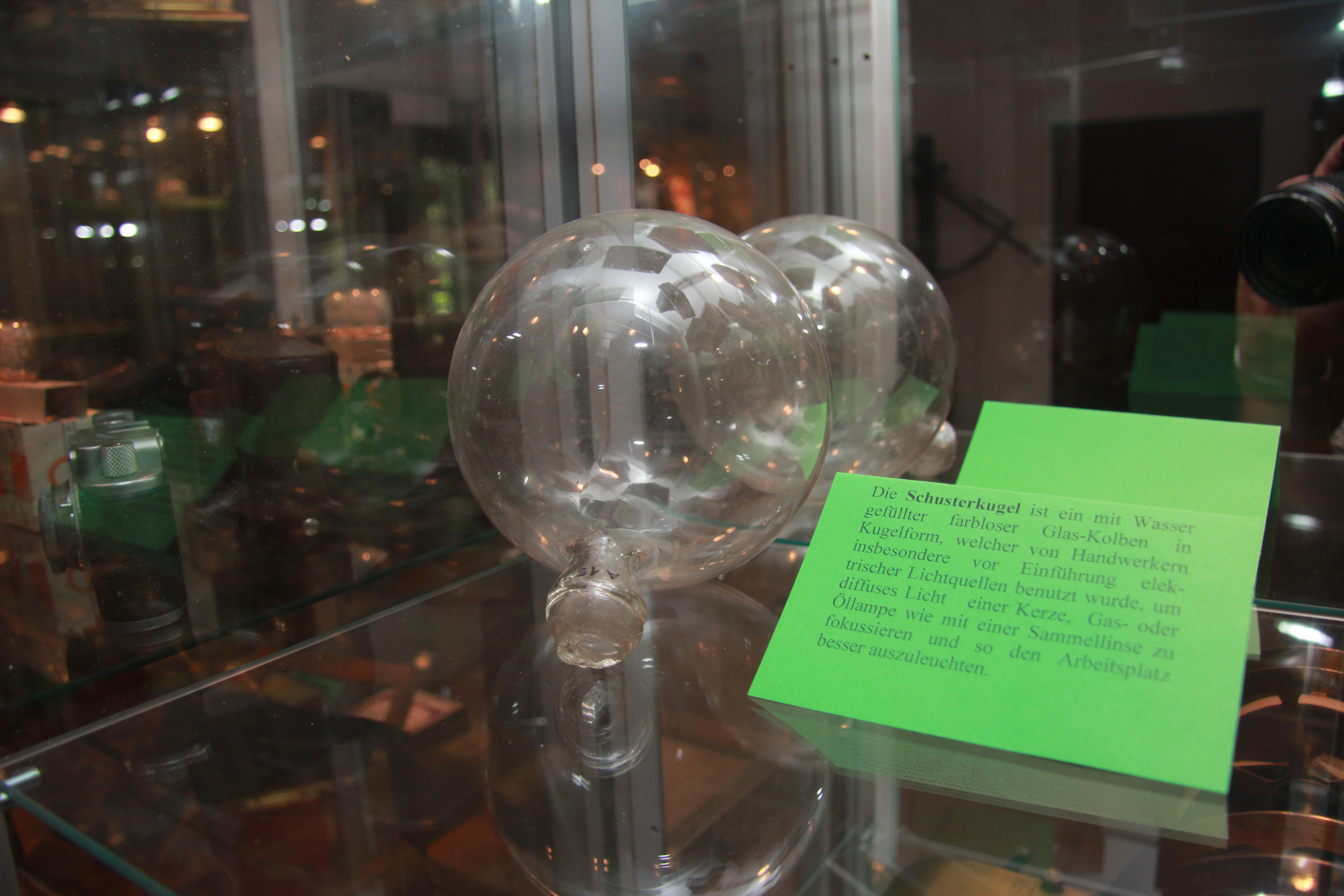
Schusterkugel im Industrieviertel-Museum in Wiener Neustadt

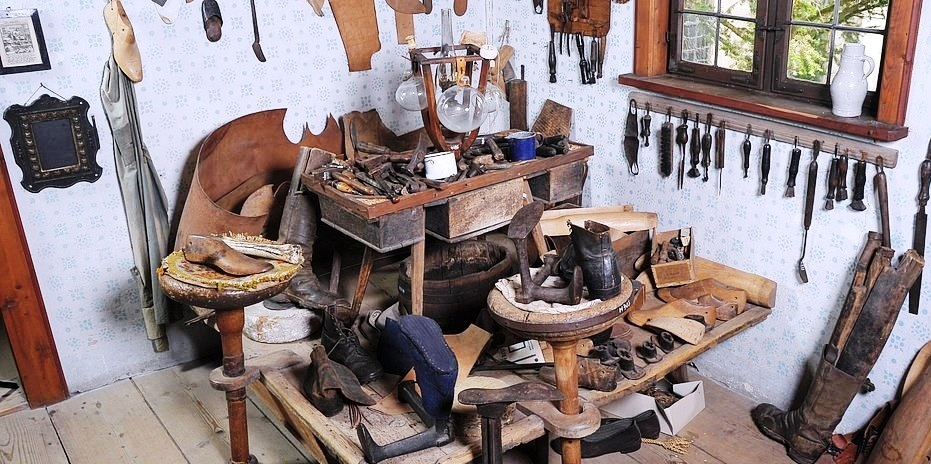
Schusterkugeln im Fränkischen Museum, externe Abteilung Handwerkerstuben in Feuchtwangen

Die Schusterkugel (auch Schusterlampe) ist ein mit Wasser gefüllter farbloser Glas-Kolben in Kugelform, die von Handwerkern und Wissenschaftlern zur Bündelung von diffusem Licht (Sonne, Gas- oder Öllampe) genutzt wurde. Auf diese Weise konnten auch die lichtschwachen Stunden des Tages während der Dämmerung zur Arbeit genutzt werden. Neben dem Fokussieren war das Filtern der Wärmestrahlung der Lichtquelle ein erwünschter Effekt der Schusterkugel. So konnte man mit temperaturempfindlichen Materialien nah an einer starken Lichtquelle arbeiten. Die Entwicklung teils riesiger Sammellinsen (wie zum Beispiel diejenigen von Ehrenfried Walther von Tschirnhaus und Johann Gottlieb Michaelis), und später dann die Einführung elektrischer Lichtquellen, verdrängten die Schusterkugel vom Arbeits- und Experimentierplatz. 

## Varianten
Es gab auch Abänderungen der Schusterkugel. So wurden viele solcher Kugeln um eine Lichtquelle gehängt, um deren Licht zu vervielfältigen, beispielsweise bei Heiligen Gräbern im süddeutschen und österreichischen Raum.
Ende des 19. Jahrhunderts experimentierte Erwin Perzy mit Schusterkugeln, um die Lichtausbeute insbesondere bei Operationen zu vergrößern. Der in die Flüssigkeit gegebene lichtstreuende Grieß führte zwar zu keiner Verbesserung, aber aus diesen Versuchen ging die erste Schneekugel hervor.
Eine kleinere Version der Schusterkugel fand bei frühen optischen Mikroskopen Verwendung. Die zur Mantik verwendeten Glas- oder Kristallkugeln bei Wahrsagern und Spiritisten waren oftmals Schusterkugeln.

## Lichtverteilungsflaschen
Das entgegengesetzte Prinzip wird in den Slums von Manila, etwa im Rahmen des Projektes Liter of Light, zur Beleuchtung von Wellblechhütten eingesetzt. Dabei wird das Licht der Sonne mittels einer mit Wasser und Bleichmittel gefüllten Plastikflasche durch ein Loch im Wellblechdach der Hütte in den Raum geleitet. Die mit Wasser gefüllte Flasche dient als Lichtleiter, die das Sonnenlicht durch die Öffnung eindringen lässt und dann diffus nach allen Seiten hin verteilt, so dass die Hütte davon diffus erleuchtet wird. Das Bleichmittel in der Flasche dient zur Hemmung des Algenwachstums. Die Leuchtstärke entspricht bei hellem Sonnenlicht in etwa der Stärke einer 50-Watt-Glühlampe, das heißt einem Lichtstrom von circa 600 Lumen.

## Weblinks

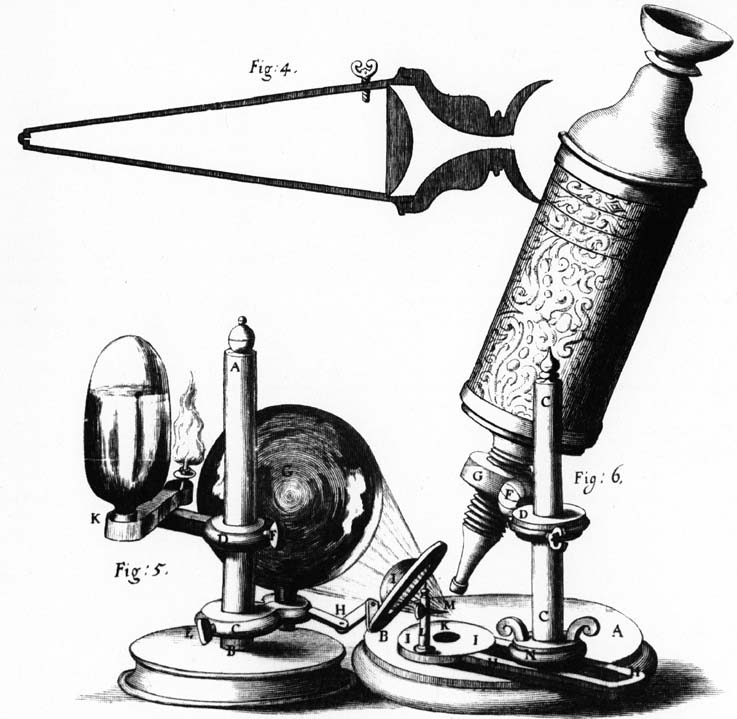
Robert Hooke baute für seine zur Micrographia (1665) zusammengetragenen Beobachtungen ein zusammengesetztes Mikroskop (Auflichtmikroskop). Für die notwendige Beleuchtung bündelte er das Öllampenlicht mittels einer Schusterkugel.